# موسی‌کلا (کیاکلا)
موسی‌کلا، روستایی از توابع شهرستان سیمرغ در استان مازندران ایران است.

## جمعیت
این روستا در تالارپی قرار داشته و براساس آخرین سرشماری مرکز آمار ایران که در سال ۱۳۸۵ صورت گرفته، جمعیت آن ۲۰۵نفر (۵۱خانوار) بوده‌است.